# Exu (Pernambuco)
Exu  este un oraș în Pernambuco (PE), Brazilia.